# Christina Krogshede
Christina Krogshede Nielsen (* 4. November 1981 in Frederiksberg) ist eine dänische Handballspielerin.

## Karriere
Krogshede begann das Handballspielen bei FIF, mit deren Damenmannschaft sie später in der höchsten dänischen Spielklasse spielte. Ab 2002 lief die Rückraumspielerin im Trikot vom FCK Håndbold auf, an dem die Liga-Lizenz von FIF übertragen wurde. 2006 wechselte sie zu Slagelse DT. Mit Slagelse gewann sie 2007 die Meisterschaft und die EHF Champions League. 2008 unterschrieb sie einen Vertrag bei Randers HK. Eine Saison später kehrte Krogshede zum FCK Håndbold zurück, mit dem sie 2010 den dänischen Pokal gewann. Nachdem sich im Sommer 2010 der FCK Håndbold aufgelöst hatte, erhielt FIF wieder seine ausgeliehene Lizenz für die höchste Spielklasse zurück und Krogshede spielte fortan wieder für FIF. Ab dem Sommer 2013 ging sie für København Håndbold auf Torejagd, der die Liga-Lizenz von FIF übernommen hatte. Nach der Saison 2014/15 beendete sie ihre Karriere. Im September 2016 gab sie ihr Comeback beim dänischen Zweitligisten Ajax København. Ein Jahr später kehrte sie zu FIF zurück. 2018 gewann sie Silber und 2023 Gold mit FIF/HØJ für Dänemark bei den European Master Games (AK 33+/43+).
Krogshede bestritt 94 Länderspiele für die dänische Nationalmannschaft, in denen sie 153 Treffer erzielen konnte. Mit Dänemark nahm Krogshede an der Europameisterschaft 2010 teil, wo sie vom Nationaltrainer Jan Pytlick neben ihrer etatmäßigen Spielmacherposition auch auf Rechtsaußen eingesetzt wurde. Ein Jahr später gehörte sie dem dänischen Aufgebot für die Weltmeisterschaft 2011 an. Krogshede nahm an den Olympischen Spielen 2012 in London teil, danach beendete sie ihre Nationalmannschaftskarriere.

## Trainerin
Von 2008 bis 2013 arbeitete Krogshede als Trainer an einer Handballschule in Kopenhagen. 2017 war sie Co-Trainerin der U21-Nationalmannschaft Farörs, die bei der Weltmeisterschaft 2017 im Viertelfinale ausschied.

### Erfolge
- dänischer Meister 2007
- dänischer Pokalsieger 2010
- EHF Champions League 2007
- Vize-Europameisterin European Masters Games 2018
- Europameisterin European Masters Games 2023

## Privat
Krogshede ist zweifache Mutter und arbeitet als Physiotherapeutin.